# Thousand Mile Stare
Thousand Mile Stare is het vijfde studioalbum van de Britse danceartiest Chicane. Het album werd uitgebracht op 16 april 2012 en telt 12 nummers.
Er zijn twee nummers van het album uitgebracht als single.
In het Verenigd Koninkrijk bereikte het album de 37e plek en in de Britse Dance Albums-hitlijsten zelfs de tweede plek.
De artwork van de albumhoes is een hommage aan Magnetic Fields, een muziekalbum van de Franse artiest Jean-Michel Jarre.

## Nummers
Het album bevat de volgende nummers:
| 1.                   | Hljóp               | Vigri           | 5:12 |
| 2.                   | The Nothing Song    |                 | 6:16 |
| 3.                   | Windbreaks          | Tracy Ackerman  | 5:12 |
| 4.                   | Thousand Mile Stare |                 | 7:01 |
| 5.                   | Playing Fields      | Kate Walsh      | 5:22 |
| 6.                   | Sólarupprás         | Vigri           | 4:46 |
| 7.                   | Going Deep          |                 | 7:35 |
| 8.                   | Goldfish            | Joseph Aquilina | 3:41 |
| 9.                   | Flotsum and Jetsum  |                 | 6:38 |
| 10.                  | Super Mouflon       | Joseph Aquilina | 5:00 |
| 11.                  | Going Deep          |                 | 7:12 |
| 12.                  | Fin de Jours        | Tracey Ackerman | 2:52 |
| Totale duur: 1:06:46 |                     |                 |      |

## Medewerkers
- Nick Bracegirdle – componist, producent
- Richard Searle, Nick Muir - producenten
- Vigri, Tracy Ackerman, Kate Walsh, Joseph Aquilina - vocalisten